# يو دا ون (أغنية ريانا)
يو دا ون هي أغنية سجلتها المغنية البربادوسية ريانا لألبومها الإستديو السادس، توك ذات توك (2011). شاركت ريانا في كتابة الأغنية مع إستر دين، وهنري والتر، وجون هيل، ولوكاس غوتوالد. الأغنية من إنتاج لوكاس، تحت اسم المنتج دكتور لوك، وسيركت. تم عرض الأغنية لأول مرة على الإذاعة الأمريكية يوم 11 نوفمبر، 2011، وأتيحت للتحميل الرقمي في جميع أنحاء دول أوروبا وأستراليا يوم 14 نوفمبر، 2011. الأغنية هي ميد-تيمبو إليكتروبوب، بوب وآر أند بي. التي تضم عناصر من الدانسهول والريغي.

## الخلفية والتنمية

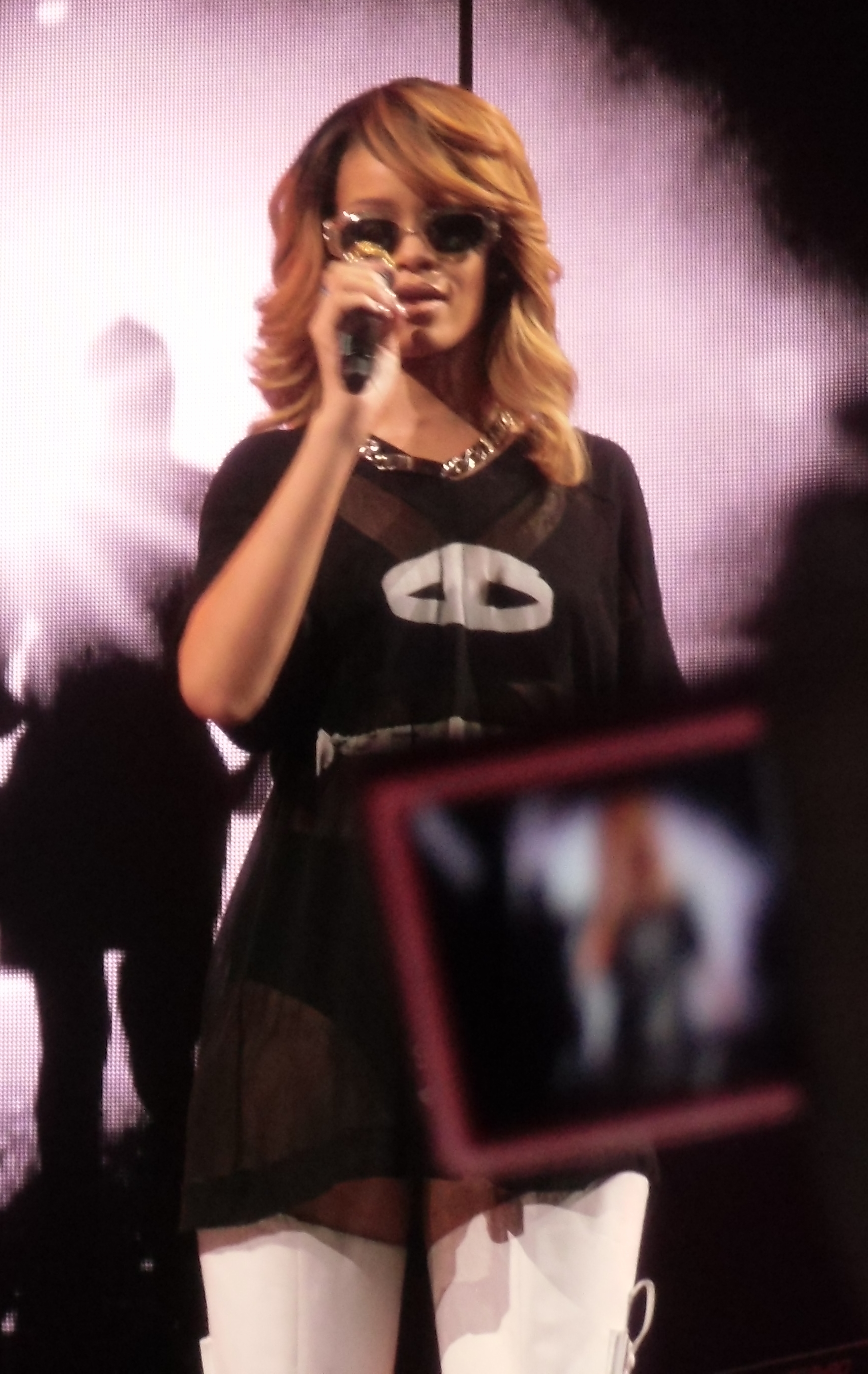
ريانا أثناء أدائها لأغنية "يو دا ون" في دايموندز وورلد تور، 2013.

خلال مقالة مع ريان سيكريست في برنامجه الإذاعي على الهواء مع ريان سيكريست، كشفت ريانا أنها وجدت «يو دا ون» تصاحبها درجة عالية من الإدمان عندما استمعت للأغنية بعد النسخة النهائية. الغلاف لهذه الأغنية المنفردة تم تصويره باللون الأسود والأبيض، نفس الأسلوب الذي تم استخدامه لتصوير غلاف أغنية ريانا المنفردة السابقة، «وي فاوند لوف».
| يو دا ون (أغنية ريانا) | إن "يو دا ون" واحدة من تلك الأغاني التي أصبحت مدمنة جداً للاستماع لها. لم أستطع التوقف عن الاستماع إلى الأغنية. إنها معدية جداً - ريانا تتحدث عن إدمانها لهذه الأغنية. | يو دا ون (أغنية ريانا) |

## التسجيل والإنتاج
«يو دا ون» من كتابة إستر دين، وهنري والتر، وجون هيل، ولوكاس غوتوالد، وريانا. الأغنية من إنتاج دكتور لوك، وسيركت. سجلت ريانا الأغنية في عدة استديوهات تسجيل في جميع أنحاء العالم خلال جولتها لاود (2011)، والتي شملت في فندق سوفيتال باريس لي لوبوغ في غرفة 538 في فرنسا، وفي استديوهات ويستلايك في استديو بي في لوس أنجلوس. تسجيل الصوت وإنتاجه من تنفيذ كوك هاريل، وماركوس توفار. أليخاندرو باراهاس وجينيفر روزاليس كانوا في مثابة مساعدي تسجيل الصوت وإنتاجه لكوك وماركوس. تم مزج الأغنية من قبل سربان غينيا ومع مساعدة فيل سيفورد، في استديوهات مكستار فيرجينيا. هندسة الصوت كانت من أوبري «بيغ جوس» ديلاين وكلينت جيبس، مع مساعدة كريس سكلافاني وجوناثان ستير. تم توفير جميع الأجهزة الموسيقية من قبل الدكتور لوك، وسيركت، وجون. منسقي الإنتاج كانوا إيرين ريختر وكايتي متزل.

## الإصدار
صدرت الأغنية كأغنية منفردة ثانية من توك ذات توك، وعرضت لأول مرة في الولايات المتحدة على الصعيد الوطني يوم 11 نوفمبر، 2011، عبر شبكة محطات الراديو. وأتيحت للتحميل رقمياً عبر متجر آي تيونز يوم 14 نوفمبر، 2011، في أستراليا، ونيوزيلندا، وأمريكا الجنوبية، والولايات المتحدة، ودول أوروبية متعددة.

## استقبال النقاد
حصلت «يو دا ون» على مراجعات إيجابية من نقاد الموسيقى. في ما يتعلق بمحتوى الأغنية الجنسي، شعرت جوسلين فينا من MTV News أن الأغنية هي أكثر أغنية ودية بالنسبة على الراديو من توك ذات توك، على الرغم من الاستخدام المفرط للكلمات الجنسية. كما أعطيت الأغنية تقييماً إيجابياً من قبل ساداو تيرنر من On Air with Ryan Seacrest، الذي قال أن «'يو دا ون' هي أغنية ودية للراديو مع تأثير كاريبي بوب». كتبت أماندا دوبينز من New York أن «يو دا ون» و«وي فاوند لوف» هي «أكثر الأغاني ودياً» بالمقارنة مع غيرها من الأغاني في توك ذات توك. أشادت ميليسا ميرز من مجلة Entertainment Weekly، وكتبت أن «يو دا ون» هي «الأغنية المثالية لتكون الأغنية الافتتاحية للألبوم لتضبط نغمة الألبوم الذي يحتضن الإيقاعات الكاريبية، والريغي». أشار جيسون ليبشتز من مجلة Billboard أن الأغنية هي مماثلة لبعض أغاني ريانا السابقة المتأثرة بالدانسهول، مثل «واتز ماي نايم؟» و«مان داون»، من ألبومها الإستديو الخامس السابق لاود (2010).

## الأداء التجاري

### أوقيانوسيا
في أستراليا، دخلت «يو دا ون» لأول مرة المركز الواحد والأربعين على الرسم البياني الأسترالي يوم 14 ديسمبر، 2011، وبلغت ذروتها في المركز السادس والعشرين في الأسبوع الثالث. إجمالياً، أمضت الأغنية على الرسم البياني مدة عشرة أسابيع. منذ ذلك الحين حصلت الأغنية على شهادة البلاتينيوم من قبل رابطة صناعة تسجيل الأسترالية (ARIA) تدل على شحن أكثر من 70,000 نسخة. في نيوزيلندا، دخلت لأول مرة على الرسم البياني النيوزيلندي في المركز الثاني والعشرين يوم 21 نوفمبر، 2011، وبلغت ذروتها في المركز العاشر في الأسبوع الثالث. أمضت الأغنية على الرسم البياني مدة عشرة أسابيع.

### أمريكا الشمالية

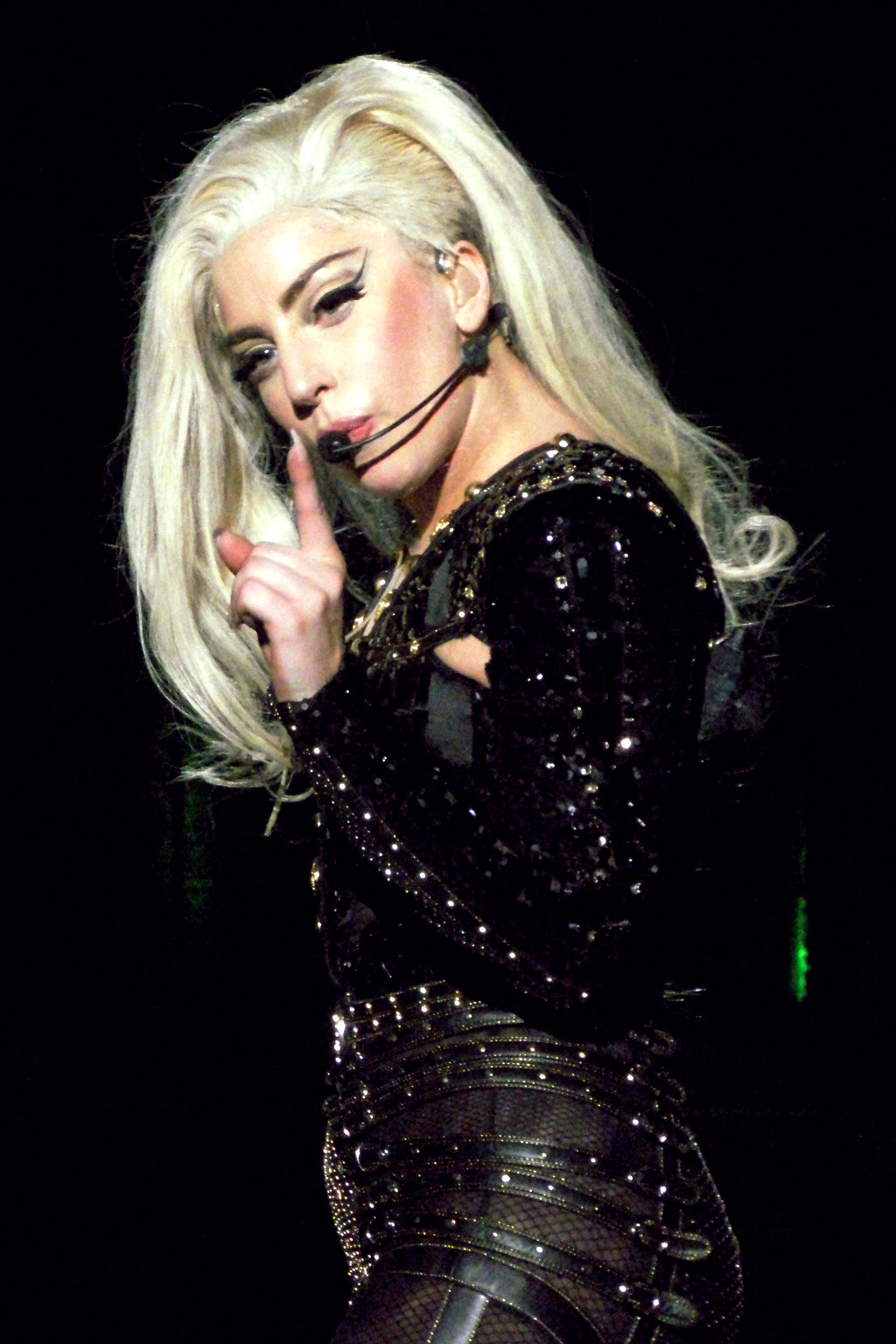
أصبحت "يو دا ون" أعلى مركز لأغنية تدخل لأول مرة على الرسم البياني الأمريكي لأغاني الراديو منذ أغنية ليدي غاغا «بورن ذس واي»، التي دخلت لأول مرة في المركز السادس في فبراير 2011.

في الولايات المتحدة، دخلت «يو دا ون» لأول مرة على الرسم البياني الأمريكي بيلبورد هوت 100 في المركز الثالث والسبعين يوم 16 نوفمبر، 2011، بعد يومين فقط من صدورها على متجر الآي تيونز. في الأسبوع التالي، بلغت ذروتها في المركز الرابع عشر. دخلت الأغنية لأول مرة على الرسم البياني الأمريكي لأغاني الراديو في المركز الثامن والعشرين، مع ثمانية وعشرين مليون شخص قد استمعوا إلى الأغنية على الراديو. مع مركز دخول الأغنية هذا، أصبحت الأغنية أعلى مركز لأغنية تدخل لأول مرة على هذا الرسم البياني منذ أغنية ليدي غاغا «بورن ذس واي»، التي دخلت لأول مرة في المركز السادس في فبراير 2011. على الرسم البياني الأمريكي للأغاني الرقمية، دخلت الأغنية لأول مرة وبلغت ذروتها في المركز التاسع مع مبيعات رقمية وصلت إلى 124,000 نسخة. مع مركز دخول الأغنية هذا، أصبحت ريانا أول فنانة في تاريخ الرسوم البيانية أن يكون لديها ثلاث أغاني في المراكز العشرة الأولى على هذا الرسم البياني؛ في ذلك الأسبوع، الأغنية المنفردة الأولى من توك ذات توك، «وي فاوند لوف»، كانت في المركز الأول مع مبيعات وصلت إلى 211,000 نسخة، في حين الأغنية التي شاركت فيها مع دريك، «تايك كير» من الألبوم «تايك كير»، كانت في المركز الرابع مع مبيعات وصلت إلى 162,000 نسخة. أصبحت أول فنان يكون له ثلاث أغاني في المراكز العشرة الأولى على هذا الرسم البياني منذ مايكل جاكسون عندما وصلت ستة أغاني لمايكل في المراكز العشرة الأولى بعد وفاته في يوليو 2009.

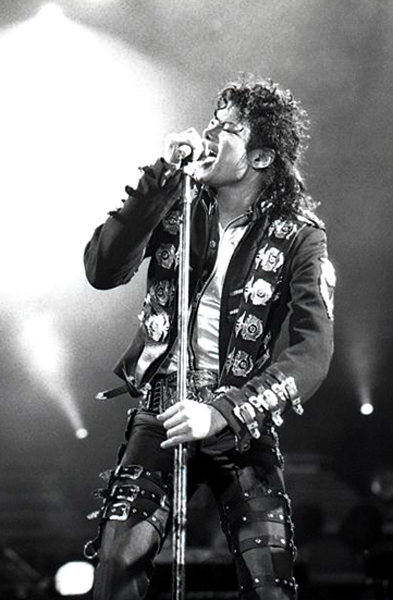
أصبحت ريانا أول فنان يكون له ثلاث أغاني في المراكز العشرة الأولى على الرسم البياني الأمريكي للأغاني الرقمية منذ مايكل جاكسون عندما وصلت ستة من أغانيه إلى المراكز العشرة الأولى بعد وفاته في يوليو 2009.

حققت «يو دا ون» نجاحاً كبيراً على الرسم البياني الأمريكي لأغاني الدانس كلوب، حيث بلغت ذروتها في المركز الأول، وأصبحت أغنية ريانا السابعة عشر التي تتصدر هذا الرسم البياني. مع مركز دخول هذه الأغنية، تعادلت مع بيونسي نولز في ثالث أكثر فنان تصدر هذا الرسم البياني. فقط مادونا (42) وجانيت جاكسون (19) الذين حققوا العديد من الأغاني التي وصلت إلى القمة على هذا الرسم البياني. حصلت الأغنية على شهادة البلاتينيوم من قبل رابطة صناعة التسجيلات الأمريكية (RIAA) يوم 27 مارس، 2012، تدل على شحن أكثر من مليون نسخة. في كندا، بلغت ذروت الأغنية على الرسم البياني الكندي في المركز الثاني عشر.

### أوروبا
في المملكة المتحدة، دخلت «يو دا ون» لأول مرة على الرسم البياني البريطاني للأغاني المنفردة في المركز التاسع والثلاثين يوم 3 ديسمبر، 2011. في الأسبوع الأول من يناير 2012، وصلت الأغنية إلى ذروتها في المركز السادس عشر. في فرنسا، دخلت «يو دا ون» لأول مرة على الرسم البياني الفرنسي في المركز الرابع والستين يوم 19 نوفمبر، 2011. في الأسبوع التاسع، يوم 14 فبراير، 2012، بلغت الأغنية ذروتها في المركز الثالث والعشرين. في هولندا، دخلت «يو دا ون» لأول مرة على الرسم البياني الهولندي في المركز الثاني والتسعين يوم 19 نوفمبر، 2011، وبلغت ذروتها في المركز الثالث والخمسين في الأسبوع الثالث. في أماكن أخرى من أوروبا، تمكنت الأغنية من بلوغ ذروتها داخل المراكز العشرين الأولى في أيرلندا في المركز الثاني عشر، وفي النرويج في المركز السادس عشر، وفي السويد في المركز السابع عشر.

## الأغنية المصورة
الأغنية المصورة لأغنية «يو دا ون» تم تصويرها يوم 30 نوفمبر، 2011، في إم سي موتورز في دالستون، شرق لندن. الأغنية المصورة من إخراج ميلينا ماتسوكاس، التي أخرجت أيضاً أغنية ريانا المصورة السابقة المثيرة للجدل، «وي فاوند لوف». في أول الصور من مكان التصوير في لندن، ارتدت ريانا شعر أشقر قصير، وسروال جينز ممزق، وطماق منقوش، وقبعة سوداء بيضاء مستديرة. في إحدى المشاهد كانت ريانا ممسكة بعصى أسود أمام جدار وردي ساطع مستوحاة من فيلم عام 1971 برتقالة آلية. عرضت الأغنية المصورة لأول مرة يوم 23 ديسمبر، 2011. وبعد ساعات قليلة من صدور الأغنية المصورة، زعم المصور النرويجي سولف سنبيه أن المشهد الذي يشمل ريانا وهي ترتدي الزي الأبيض مع النقاط السوداء الساطعة هي نفس الصورة التي قام بتصويرها في عام 2008 بعنوان «نوميرو 93».

## قائمة أغاني الأغنية المنفردة
| - تحميل رقمي من متجر آي تيونز 1. «يو دا ون» – 3:18 - أسطوانة منفردة من موقع أمازون 1. «يو دا ون» 2. «وي فاوند لوف» (تشاكي إكستينتيد ريمكس) | - ريمكسات رقمية من متجر آي تيونز 1. «يو دا ون» (ديف أوديو راديو) – 3:53 2. «يو دا ون» (ديف أوديو كلوب) – 7:59 3. «يو دا ون» (ديف أوديو داب) – 7:29 4. «يو دا ون» (ألمايتي راديو) – 3:46 5. «يو دا ون» (ألمايتي كلوب) – 6:26 6. «يو دا ون» (ألمايتي داب) – 6:26 7. «يو دا ون» (جريجور سالتو أمستردام إديت) – 2:58 8. «يو دا ون» (جريجور سالتو أمستردام كلوب) – 5:21 9. «يو دا ون» (جريجور سالتو أمستردام داب) – 5:06 10. «يو دا ون» (جريجور سالتو فيغاس إديت) – 2:46 11. «يو دا ون» (جريجور سالتو فيغاس كلوب) – 4:46 12. «يو دا ون» (جريجور سالتو فيغاس داب) – 4:34 |  |

## الرسوم البيانية
| الدولة | الرسم البياني (2011-2012)      | المركز | المصادر |
| ------ | ------------------------------ | ------ | ------- |
|        | (Canadian Hot 100)             | 12     | [ 39 ]  |
|        | (Billboard Hot 100)            | 14     | [ 40 ]  |
|        | (Ö3 Austria Top 40)            | 23     | [ 41 ]  |
|        | (Ultratop 50 Flanders)         | 39     | [ 42 ]  |
|        | (Ultratop 50 Wallonia)         | 50     | [ 43 ]  |
|        | (SNEP)                         | 23     | [ 44 ]  |
|        | (IRMA)                         | 12     | [ 45 ]  |
|        | (Dutch Top 40)                 | 53     | [ 46 ]  |
|        | (VG-lista)                     | 16     | [ 47 ]  |
|        | (PROMUSICAE)                   | 44     | [ 48 ]  |
|        | (Sverigetopplistan)            | 17     | [ 49 ]  |
|        | (Schweizer Hitparade)          | 36     | [ 50 ]  |
|        | (Official Charts Company)      | 16     | [ 51 ]  |
|        | (ARIA)                         | 26     | [ 52 ]  |
|        | (Recorded Music NZ)            | 10     | [ 53 ]  |
|        | (The Official Lebanese Top 20) | 14     | [ 54 ]  |

| الدولة | الرسم البياني (2012)      | المركز | المصادر |
| ------ | ------------------------- | ------ | ------- |
|        | (Canadian Hot 100)        | 60     | [ 55 ]  |
|        | (Billboard Hot 100)       | 89     | [ 56 ]  |
|        | (SNEP)                    | 159    | [ 57 ]  |
|        | (Official Charts Company) | 176    | [ 58 ]  |

## الشهادات
| الدولة | المزود | الشهادات  | المبيعات  | المصادر |
| ------ | ------ | --------- | --------- | ------- |
|        | (RIAA) | بلاتينيوم | 1,000,000 | [ 59 ]  |
|        | (IFPI) | غولد      | 15,000    | [ 60 ]  |
|        | (GLF)  | غولد      | 20,000    | [ 61 ]  |
|        | (BPI)  | سلفر      | 200,000   | [ 62 ]  |
|        | (ARIA) | بلاتينيوم | 70,000    | [ 63 ]  |
|        | (RMNZ) | غولد      | 7,500     | [ 64 ]  |

## تاريخ الإصدار
| الدولة | التاريخ         | نوع الإصدار                     | الشركة المنتجة | المصادر              |
| ------ | --------------- | ------------------------------- | -------------- | -------------------- |
|        | 11 نوفمبر، 2011 | العرض الأول على الراديو         | ديف جام        | [ 65 ]               |
|        | 14 نوفمبر، 2011 | تحميل رقمي                      | ديف جام        | [ 36 ]               |
|        | 14 نوفمبر، 2011 | تحميل رقمي                      | ديف جام        | [ 66 ]               |
|        | 14 نوفمبر، 2011 | تحميل رقمي                      | ديف جام        | [ 67 ]               |
|        | 14 نوفمبر، 2011 | تحميل رقمي                      | ديف جام        | [ 68 ]               |
|        | 14 نوفمبر، 2011 | تحميل رقمي                      | ديف جام        | [ 69 ]               |
|        | 14 نوفمبر، 2011 | تحميل رقمي                      | ديف جام        | [ 70 ]               |
|        | 14 نوفمبر، 2011 | تحميل رقمي                      | ديف جام        | [ 71 ]               |
|        | 14 نوفمبر، 2011 | تحميل رقمي                      | ديف جام        | [ 72 ]               |
|        | 29 نوفمبر، 2011 | ماينستريم، وآيران، وريذمك راديو | ديف جام        | [ 73 ] [ 74 ] [ 75 ] |
|        | 27 ديسمبر، 2011 | أسطوانة منفردة                  | يونيفرسال      | [ 76 ]               |
|        | 17 يناير، 2012  | أسطوانة ريمكسات مطولة رقمية     | ديف جام        | [ 38 ]               |
|        | 27 يناير، 2012  | أسطوانة منفردة                  | يونيفرسال      | [ 37 ]               |